# 3483 Svetlov
3483 Svetlov eller 1976 YP2 är en asteroid i huvudbältet som upptäcktes den 16 december 1976 av den ryska astronomen Ljudmjla Tjernych vid Krims astrofysiska observatorium på Krim. Den har fått sitt namn efter den ryske poeten Mikhail A. Svetlov.
Asteroiden har en diameter på ungefär 2 kilometer och den tillhör asteroidgruppen Hungaria.